# Nicolas Berggruen
Nicolas Berggruen (ur. 10 sierpnia 1961 w Paryżu) – amerykańsko-niemiecki filantrop, finansista, przedsiębiorca i miliarder, założyciel think tanku Berggruen Institute. Ma obywatelstwo amerykańskie i niemieckie.
W 2011 roku jego majątek wynosił ponad 2,3 mld USD; czasopismo Forbes uplasowało go na 171. miejscu w rankingu najbogatszych osób w Stanach Zjednoczonych.

## Życiorys

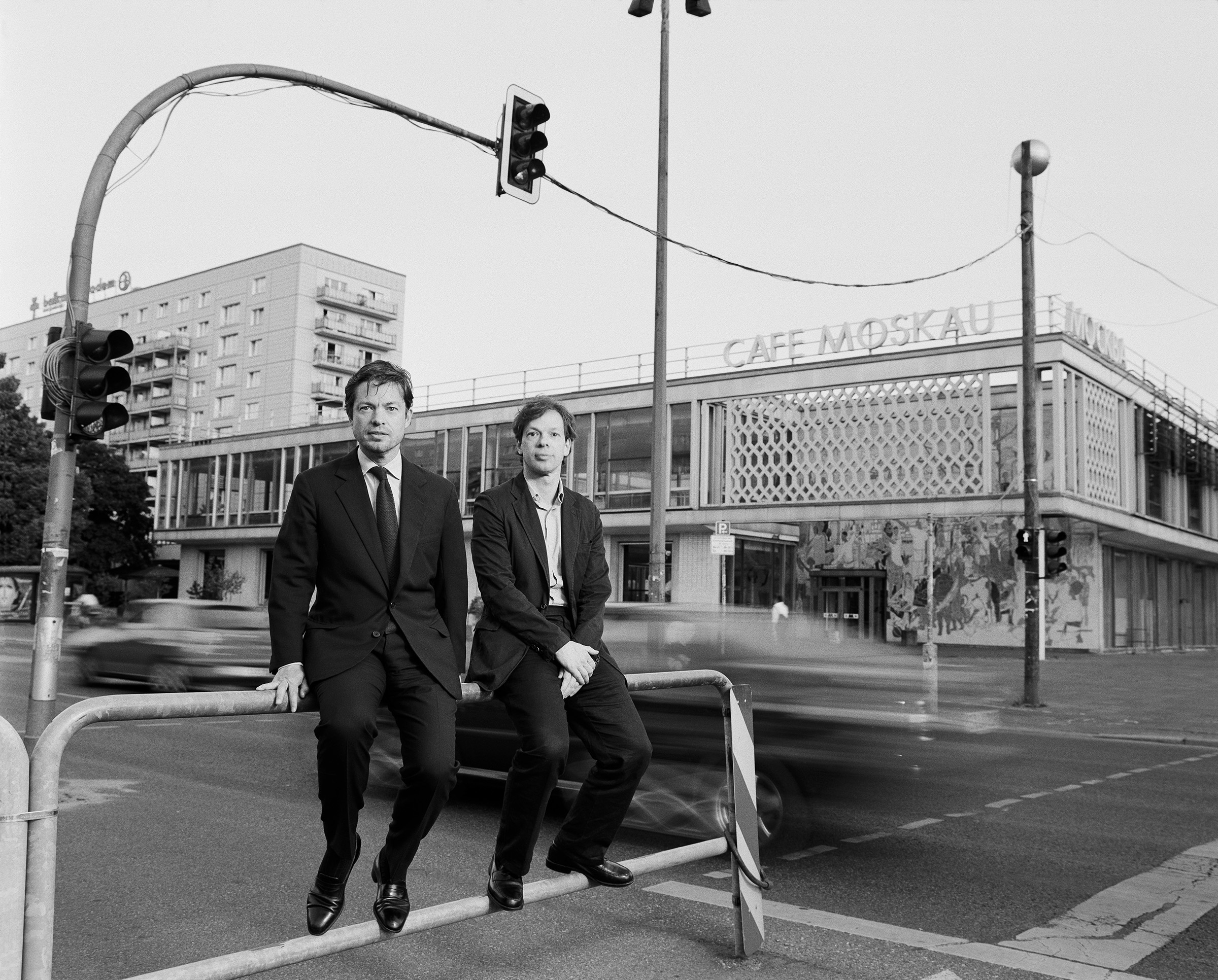
Nicolas Berggruen ze swoim bratem Olivierem w Berlinie (2008)

Kształcił się w paryskiej École alsacienne, następnie w Institut Le Rosey, położonym w szwajcarskiej miejscowości Rolle. W wieku 16 lat przeprowadził się do Londynu, tam nauczył się biegle posługiwać językiem angielskim, a także odbył staż u prowadzącego działalność deweloperską Maxa Rayne’a; po odbyciu stażu przeniósł się do Nowego Jorku, gdzie w 1981 roku ukończył studia ekonomiczne na New York University, a następnie pracował w Filadelfii u finansisty Sida Bassa. W połowie lat 80. wrócił do Nowego Jorku, gdzie pracował dla amerykańskich przedsiębiorstw Bass Brothers Enterprises oraz Jacobson & Company, Inc.; pierwsze przedsiębiorstwo zajmowało się inwestycjami, natomiast drugie – wykupem lewarowanym. W 1988 roku współzałożył fundusz hedgingowy Alpha Group, po 16 latach sprzedany bankowi Safra National Bank of New York.

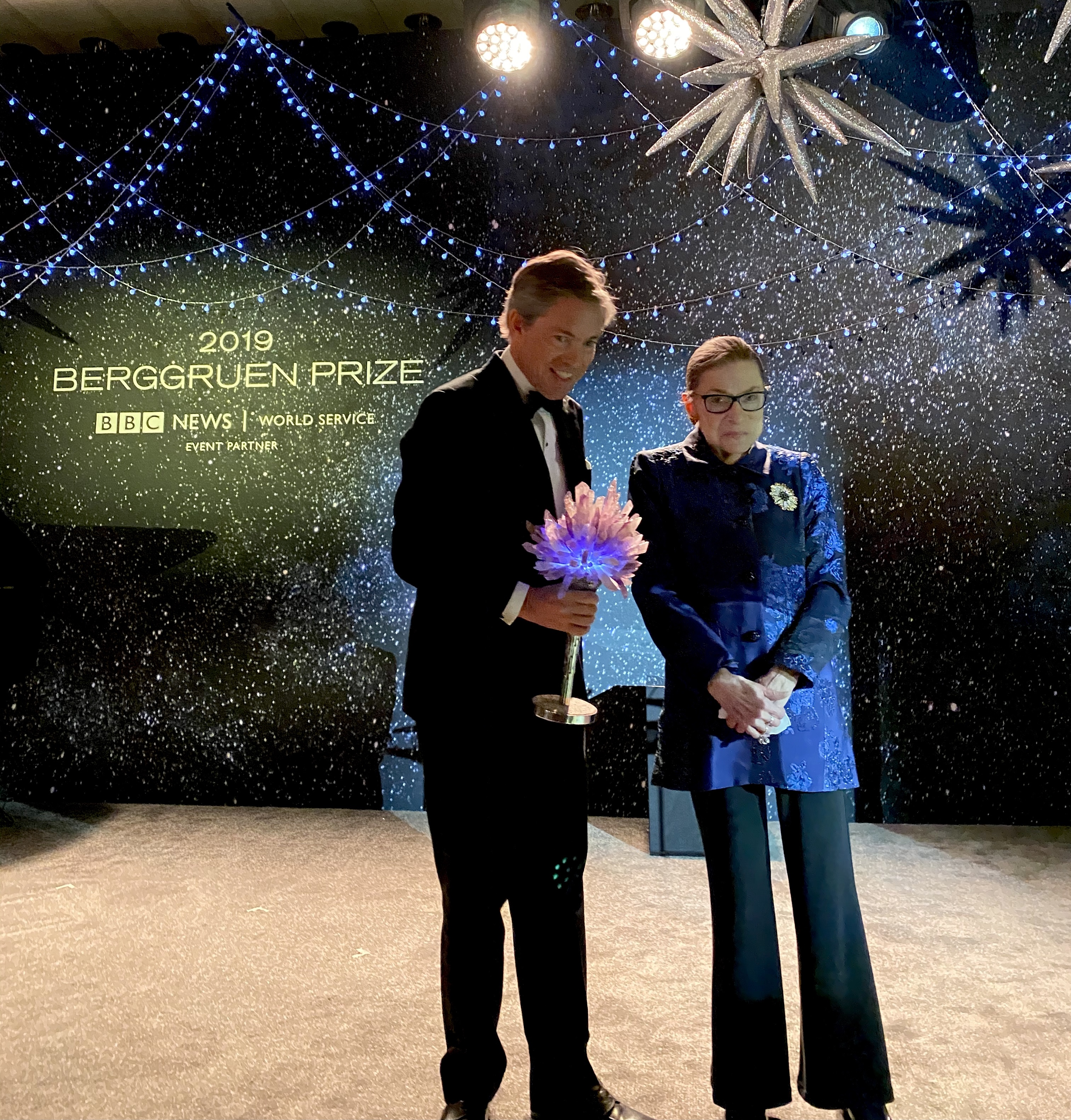
Nicolas Berggruen (2019)

W 2011 roku wspólnie z Martinem Franklinem i Williamem Ackmanem powołał do życia Berggruen Justice Fund. We wrześniu tegoż roku zainicjował działalność Rady Przyszłości Europy, w skład której weszli politycy Tony Blair, Jacques Delors, Felipe González i Gerhard Schröder, a także ekonomiści Mohamed El-Erian, Nouriel Roubini, Joseph E. Stiglitz.
Członek Council on Foreign Relations and the Pacific Council, zasiadł także w zarządzie egipskiej instytucji Zewail City of Science, Technology and Innovation oraz w zarządach kilku muzeów sztuki: berlińskiego Museum Berggruen, londyńskiego International Councils for the Tate Museum, Los Angeles County Museum of Art oraz nowojorskiego Museum of Modern Art.

### Berggruen Holdings
W 1985 roku założył przedsiębiorstwo inwestycyjne Berggruen Holdings, które z czasem otworzyło swoje biura w Berlinie, Los Angeles, Waszyngtonie, Mumbaju, Nowym Jorku, Stambule i Tel Awiwie. Przedsiębiorstwo to dokonało inwestycji m.in. w nieruchomości położone na terenie Izraela, Niemiec oraz Stanów Zjednoczonych. Jedną z tych nieruchomości był berliński zabytkowy budynek, w którym w czasach NRD mieściła się restauracja Café Moskau.
Przedsiębiorstwo zainwestowało także w East Africa Exchange – rwandyjską giełdę rolną.

### Berggruen Institute
W 2010 roku Nicolas Berggruen powołał do życia think tank Berggruen Institute z siedzibą w Los Angeles. Ufundował także nazwaną swoim imieniem nagrodę w wysokości 1 miliona dolarów, w 2017 roku jej pierwszym laureatem został kanadyjski filozof Charles Taylor.
W 2017 roku Nicolas Berggruen przekazał 500 mln USD na działalność swojego think tanku.

## Życie prywatne
Syn niemieckiego Żyda Heinza Berggruena – kolekcjonera sztuki, który opuścił Niemcy w 1936 roku. Jego matką była aktorka Bettina Moissi, z wyznania katoliczka.
Ma brata Oliviera oraz dwoje dzieci: Olympię i Alexandra.
Jest kolekcjonerem sztuki. Po śmierci ojca rodzina Nicolasa Berggruena otrzymała w spadku m.in. 50 obrazów, które to zostały następnie przekazane do Museum Berggruen.
W 2007 roku przyznał, że nie jest osobą religijną.

## Tytuły
29 października 2015 roku otrzymał tytuł honorowego obywatela miasta Seul.